# Aceñas de la Pinilla
Las aceñas de Pinilla (denominadas también aceñas del Cabildo) son un conjunto de tres aceñas sobre la margen izquierda del río Duero en las cercanías de la ciudad española de Zamora. Ubicadas en las cercanías del barrio de la Pinilla. Eran propiedad del cabildo catedralicio de Zamora el periodo que va desde el siglo XVI y hasta el siglo XIX las aceñas. El arrendamiento de la molienda daba al cabildo ingresos extras. El funcionamiento de las aceñas se hacía mediante un desvío hacia una presa o azuda que, a su vez, canalizaba el agua hacia la bolonera. Desde finales del siglo XX, son propiedad privada y se encuentran integradas en un bar-restaurante.